# HD29573
HD29573 — хімічно пекулярна зоря спектрального класу A1, що має видиму зоряну величину в смузі V приблизно  5,0.
Вона  розташована на відстані близько 227,4 світлових років від Сонця.

## Фізичні характеристики
Зоря HD29573 обертається 
порівняно повільно 
навколо своєї осі. Проєкція її екваторіальної швидкості на промінь зору становить  Vsin(i)= 27км/сек.